# ليتل سوني جونز
ليتل سوني جونز (بالإنجليزية: Little Sonny Jones)‏ هو كاتب أغاني ومغني أمريكي، ولد في 15 أبريل 1931 في نيو أورلينز في الولايات المتحدة، وتوفي في 17 ديسمبر 1989.

## وصلات خارجية
- ليتل سوني جونز على موقع ميوزك برينز (الإنجليزية)
- ليتل سوني جونز على موقع ديسكوغز (الإنجليزية)